# Ioachim Moldoveanu
Ioachim Moldoveanu (Uioara, 17 agosto 1913 – 31 luglio 1981) è stato un calciatore rumeno, di ruolo attaccante.

## Palmarès

### Giocatore

#### Competizioni nazionali
- Coppa di Romania: 6

Rapid Bucarest: 1936-1937, 1937-1938, 1938-1939, 1939-1940, 1940-1941, 1941-1942